# Sa. 23
Sa.23 (Samopal 23) — чехословацький пістолет — кулемет.

## Історія
Розробка цього пістолета-кулемета була розпочата в 1947 році на збройовому підприємстві Ceska Zbrojovka Strakonice. Головним розробником був Ярослав Холечек, а також інженери Я.Чермак, Ф.Мишка, Я.Краточвіл і В.Зібара.
Остаточний варіант був прийнятий на озброєння чехословацької армії в серпні 1948 року під позначенням «9 mm samopal vz. 48a» (з дерев'яним прикладом) і «9 mm samopal vz. 48b» (зі складаним прикладом).
Серійне виробництво було розпочато в 1949 році на підприємстві Чешска Збройовка — Ухерскі Брод. Навесні 1950 року чехословацька армія змінила позначення цих ПП: Sa vz. 48a став Sa 23, а Sa vz. 48b став Sa 25.
У 1950 році, в зв'язку з уніфікацією боєприпасів всередині армій країн Варшавського Договору, виробництво моделей 23 і 25 калібру 9мм Парабелум було припинено.
Послужив основою для розробки ізраїльського UZI.

## Варіанти
- Sa 24 (з дерев'яним прикладом) — під радянський патрон 7,62×25 мм ТТ. На озброєнні в 1951—1958

- Sa 26 (зі складним прикладом) — під радянський патрон 7,62×25 мм ТТ. На озброєнні в 1951—1958

Візуально моделі калібру 7,62 мм відрізняються від 9 мм моделей тим, що у 9 мм варіантів магазин вставлений вертикально, а у 7,62 мм моделей він має помітний нахил вперед.

## На озброєнні
Після того як Sa.23 у 1968 році був визнаний застарілим, то більшість зброї було продано по всьому світу.
- Камбоджа
- Кабо-Верде
- Чилі
- Куба
- Чехословачина
- Естонія: на озброєнні «лісових братів»
- Гренада
- Гвінея
- Гвінея-Бісау
- Ліван
- Лівія
- Мозамбік
- Нікарагуа
- Нігерія
- Родезія
- Румунія
- Сомалі
- Південна Африка
- Сирія
- Танзанія
- В'єтнам

 Україна